# جریان نروژ

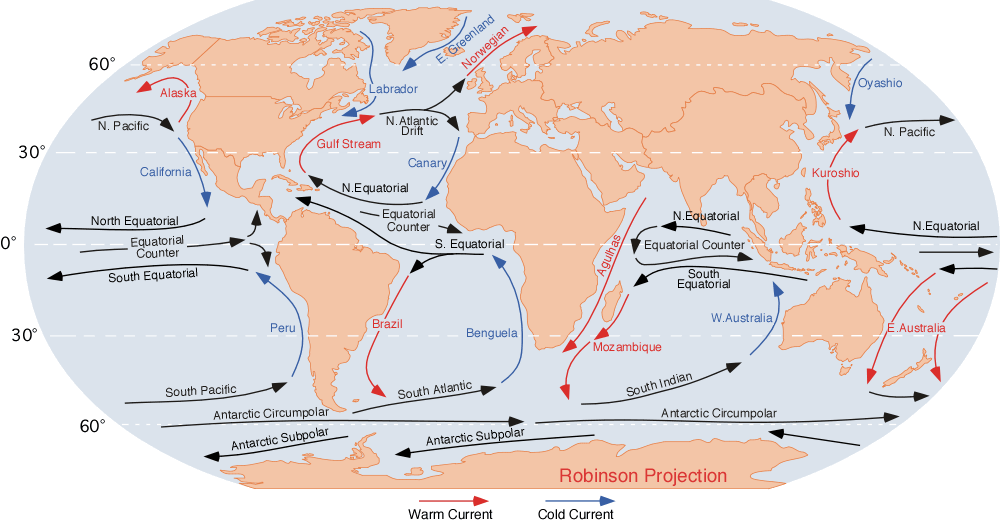
مسیر حرکت جریان نروژ روی نقشه

جریان نروژ (انگلیسی: Norwegian Current) که به‌نام جریان ساحلی نروژ نیز شناخته می‌شود، یک جریان اقیانوسی است که در امتداد ساحل نروژ در اقیانوس اطلس به سمت شمال شرق جریان دارد و در ژرفای ۵۰ تا ۱۰۰ متری وارد دریای بارنتز می‌شود. این جریان به دلیل سردتر بودن و شوری کمتر بر خلاف جریان اطلس شمالی است و بخش عمده آب آن از آب لب‌شور دریای بالتیک مانند رودخانه‌ها و فیوردهای نروژ تأمین می‌شود. جریان نروژ به‌طور قابل‌ملاحظه‌ای گرم‌تر و شورتر از اقیانوس منجمد شمالی است. در زمستان دمای جریان نروژ معمولاً بین ۲ تا ۵ درجه سلسیوس است، در حالی که دمای آب اقیانوس اطلس از ۶ درجه بیشتر است.